# 樹火紀念紙博物館
樹火紀念紙博物館（英語：Suho Paper Memorial Museum，簡稱樹火紙博、紙博）位於臺灣臺北市中山區，佔地160坪，由財團法人樹火紀念紙文化基金會（英語：Suho Memorial Paper Culture Foundation）管理。博物館在1995年10月成立並對外開放。目的是為了紀念在1990年广州白云机场劫机相撞事件中遇難的企業家陳樹火及其夫人陳賴鳳嬌，並進一步推廣紙文化。除此之外，該博物館亦是臺灣首家和唯一一家紙博物館。

## 歷史
1958年，企業家陳樹火在臺灣南投縣埔里鎮建立了長春棉紙關係企業，見證了該鎮紙業的最鼎盛的時代。他在拜訪外國關於紙文化和藝術的展覽及博物館的過程中，發現臺灣尚未有相關機構或團體來推廣紙文化和知識，因而萌發了在臺灣建立紙博物館的想法。然而，在1990年10月2日，陳樹火夫婦搭乘廈門航空8301號班機，跟隨旅行團從廈門前往廣州，但該班班機被劫持並在白雲機場撞毀，陳樹火夫婦不幸罹難。建立博物館這一願望成為了他的遺願。為了完成陳樹火的遺願，他的兒女和財團法人長春棉紙基金會經過5年籌備後，於1995年設立了樹火紀念紙博物館。
1999年，財團法人長春棉紙基金會和樹火紀念紙博物館將名稱統一為財團法人樹火紀念紙文化基金會，以更好地進行推廣。同年，樹火紙博舉辦了首屆樹火國際紙藝術交流展，此後除了2000年沒有舉辦外，直至2003年共舉辦了三屆交流展。此外，樹火自2000年開始啟動了「樹火宏願·植根十年」系列計劃，此後除2001年和2005年外，直至2007年共啟動了七個計劃。
2004年，美國紙藝術家艾婕音（Jane Ingram Allen）到訪臺灣，並在臺開展「形塑臺灣」系列個人巡迴展覽。當年4月至7月期間，艾婕音在樹火紙博與民眾共同創作（藍色的河流）地景藝術。該藝術品長150公尺，使用了兩磅藍色野花種子進行製作。在此之前，艾婕音走訪臺灣島內多個地方，收集各種植物纖維。她用收集到的植物纖維分別製作形似臺灣島狀的手工紙。

## 場館佈局
博物館共有4層，共佔地160坪，以下為各樓層的佈局與設置：
- 一樓是及（小型紙工廠）區，區出售各類不同風格的紙製品，而小型紙工廠則有專人向參觀者展示傳統造紙的工藝流程。
- 二樓為樹火平台特展區，由博物館方不定期地與藝術家或其他單位合作展出不同主題的藝術展覽。
- 三樓為博物館常態展區，固定展出人們日常生活中各種用紙以及製紙方法。
- 四樓為活動體驗區，是一個半戶外空間。該層設有手工造紙廠和「竹院子」兩個設施。其中造紙廠內有「紙藝教學區」，參觀者可以體驗造紙過程中抄紙等步驟的工序。

## 資訊及注意事項
前往樹火紙博的民眾可搭乘公車在長安東路二段站或長安東路松江路口站下車；採用臺北捷運前往的民眾則可以搭乘板南線在忠孝新生站下車，或搭乘蘆洲線在松江南京站下車。
博物館於週一至週六9時30分至16時30分開館，但1樓的賣店會延遲至17時關閉。博物館逢週日和元旦、春節、清明節、端午節、中秋節閉館。博物館提供五種門票，分為一般參觀票、個人票、團體票、親子套票和優惠票，票價最低50（優惠票）、最高300（親子套票）新台幣。
一般情況下，在沒有團體進行參觀時，博物館將會定時在10時00分、11時00分、14時整和15時00分造紙。除此之外，每週六14時博物館有導覽服務提供。需要注意的是，樹火紙博內不允許對展品進行拍照，若要進行拍攝，則要事先申請。

## 外部連結
- 樹火紀念紙博物館官方網站 （页面存档备份，存于）
- YouTube上的樹火紀念紙博物館頻道
- 樹火Blogsopt博客 （页面存档备份，存于）
- 樹火痞客幫博客 （页面存档备份，存于）（繁體中文）
- 樹火紙博的Facebook專頁
- YouTube上的樹火紀念紙博物館（繁體中文），見識臺灣網製作
- 都市中的紙工廠-樹火紀念紙博物館，City Guide（繁體中文）